# Südostasienspiele 1979
Die Südostasienspiele 1979, englisch als Southeast Asian Games (SEA Games) bezeichnet, fanden vom 21. bis 30. September 1979 in Jakarta statt. Es war die 10. Auflage der Spiele. Es nahmen mehr als 1000 Athleten und Offizielle aus 7 Ländern in 16 Sportarten an den Spielen teil.

## Medaillenspiegel
| Platz | Land        | Gold | Silber | Bronze | Gesamt |
| ----- | ----------- | ---- | ------ | ------ | ------ |
| 1.    | Indonesien  | 92   | 78     | 52     | 222    |
| 2.    | Thailand    | 50   | 46     | 29     | 125    |
| 3.    | Birma       | 26   | 26     | 24     | 76     |
| 4.    | Philippinen | 24   | 31     | 38     | 93     |
| 5.    | Malaysia    | 19   | 23     | 39     | 81     |
| 6.    | Singapur    | 16   | 20     | 36     | 72     |
| 7.    | Brunei      | 0    | 1      | 0      | 1      |

## Sportarten
- Badminton
- Basketball
- Bogenschießen
- Boxen
- Fußball
- Gewichtheben
- Hockey
- Judo
- Leichtathletik
- Radsport
- Sepak Takraw
- Schießen
- Schwimmsport
- Softball
- Tennis
- Tischtennis
- Turnen
- Volleyball

## Referenzen
- Percy Seneviratne (1993) Golden Moments: the S.E.A Games 1959-1991 Dominie Press, Singapur ISBN 981-00-4597-2
- Geschichte der Südostasienspiele
- Lew Hon Kin: SEA Games Records 1959-1985, Petaling Jaya - Penerbit Pan Earth, 1986